# Sorocea
Sorocea  es un género de plantas con flor en la familia Moraceae.

## Especies
- Sorocea affinis Hemsl.
- Sorocea bonplandii (Baill.) W.C.Burger, Lanj. & de Boer,  ñandipá
- Sorocea briquetii J.F.Macbr.
- Sorocea celsiana Heynh.
- Sorocea colombiana Standl.
- Sorocea faustiniana Cuatrec.
- Sorocea ganevii R.M.Castro
- Sorocea grandis Warb. ex Glaz.
- Sorocea guilleminiana Gaudich.
- Sorocea hirtella Mildbr.
- Sorocea sarcocarpa Lanj. & Wess.Boer
- Sorocea trophoides W.C.Burger